# Aeroporto Internacional de Porto Velho
Luchthaven Porto Velho-Governador Jorge Teixeira de Oliveira International, ook wel genoemd Belmonte Airport naar de wijk waarin hij gelegen is, is de luchthaven van Porto Velho, Brazilië. Sinds 3 juli 2002 is de luchthaven vernoemd naar Jorge Teixeira de Oliveira (1922-1987), de eerste gouverneur van de staat Rondônia.
De luchthaven wordt uitgebaat door Infraero en deelt sommige van zijn faciliteiten met de Luchtmachtbasis Porto Velho van de Braziliaanse luchtmacht.

## Historie
De luchthaven werd geopend op 16 april 1969 als vervanging van Luchthaven Caiari, die toen gesloten werd. De luchthaven wordt sinds 1979 uitgebaat door Infraero en kreeg in 2002 zijn internationale status.

## Bereikbaarheid
De luchthaven bevindt zich op 7 kilometer van het centrum van Porto Velho.